# Piletocera erebina
Piletocera erebina là một loài bướm đêm trong họ Crambidae.